# Étoile sous-naine de type B

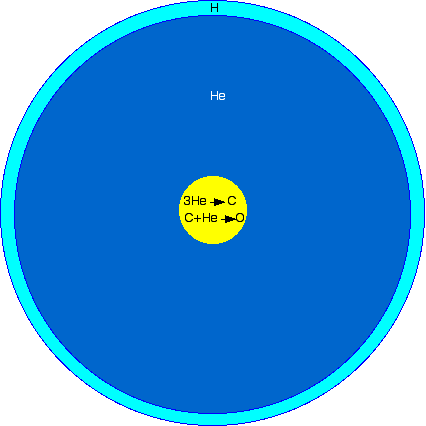
Coupe transversale schématique d'une étoile sous-naine de type B

Une étoile sous-naine B, en abrégé sdB (de l'anglais subdwarf B star), est une sous-naine de type spectral B. Elles sont différentes des sous-naines classiques, car elles sont plus chaudes et plus lumineuses. Elles se situent sur la « branche horizontale extrême » du diagramme de Hertzsprung-Russell. Ces étoiles ont une masse d'environ 0,5 masse solaire et ne sont composées que d'environ 1 % d'hydrogène, le reste étant de l'hélium. Leur rayon solaire est compris entre 0,15 et 0,2 et leur température varie de 20 000 à 40 000 K.
Ces étoiles représentent un stade avancé dans l'évolution de certaines étoiles, causé par la perte des couches externes d'hydrogène d'une géante rouge avant la fusion de l'hélium dans son noyau. Les raisons de cette perte précoce de masse sont obscures, mais on considère l'interaction d'étoiles dans un système stellaire binaire comme en étant l'un des mécanismes principaux. Il est possible que les sous-naines soient le résultat de la fusion de deux naines blanches. Les étoiles sdB sont censées devenir des naines blanches sans devoir passer par un autre stade de géante.
Les étoiles sdB, plus lumineuses que les naines blanches, sont un élément important dans la population d'étoiles chaudes de systèmes stellaires plus anciens, comme les amas globulaires, les bulbes galactiques des galaxies spirales et les galaxies elliptiques, et elles sont bien visibles sur les images en ultraviolet. Les sous-naines chaudes sont présentées comme étant la cause d'un flux croissant dans l'ultraviolet de l’émission lumineuse des galaxies elliptiques, un phénomène appelé « UV-upturn ».

## Historique
Les étoiles sdB ont été découvertes par Fritz Zwicky et Milton Humason vers 1947 lorsqu'ils ont trouvé des étoiles bleues de faible luminosité près du pôle nord galactique. L'étude de Palomar-Green a démontré qu'elles étaient la forme la plus commune d'étoiles bleues de faible luminosité de magnitude supérieure à 18. Au cours des années 1960, la spectroscopie a permis de découvrir qu'un certain nombre d'étoiles sdB sont déficientes en hydrogène, avec des abondances inférieures à celles prévues par la théorie du Big Bang. Au début des années 1970, Jesse Greenstein et Anneila Sargent ont mesuré les températures et les forces gravitationnelles de ces étoiles et ont ainsi pu déterminer leur position exacte sur le diagramme de Hertzsprung-Russell.

## Variables
Il existe trois types d'étoiles variables dans cette catégorie.
Tout d'abord, il y a les étoiles sdB pulsantes à courtes périodes, de 90 à 600 secondes. Elles sont aussi connues sous le nom d'étoiles EC 14026 ou étoiles V361 Hya. Une nouvelle nomenclature a été proposée : sdBVr, l'indice r signifiant « rapide ». Selon la théorie de Charpinet sur les oscillations de ces étoiles, les variations de luminosité sont dues aux oscillations de mode acoustique présentant un degré (l) et un ordre radial (n) faibles. Ces variations sont poussées par l'ionisation des atomes du groupe du fer qui sont à l'origine de l'opacité. La courbe de vélocité est déphasée de 90 degrés par rapport à la courbe de luminosité, tandis que les courbes de température effective et d'accélération gravitationnelle semblent être en phase avec les variations de flux. Dans le graphique présentant la température en fonction de la gravité de surface, les pulsateurs à courte période se rassemblent dans la bande d'instabilité empirique. Ils sont approximativement définis par une température effective comprise entre 28 000 et 35 000 K et un log g compris entre 5,2 et 6,0. Seuls 10 % des sdB observées se trouvant dans la bande d'instabilité empirique pulsent.
Ensuite, il y a les étoiles sdB pulsantes à longue période, de 45 à 180 minutes. Une nouvelle nomenclature a été proposée : sdBVl, l'indice l signifiant « lent ». Celles-ci n'ont qu'une variation très faible de 0,1 %. Elles sont aussi connues sous le nom d'étoiles PG 1716 ou V1093 Her ou, sous forme abrégée, LPsdBV. Elles sont également connues de manière informelle sous le nom de Betsy stars. Les étoiles sdB pulsantes à longue période sont généralement plus froides que leurs congénères rapides, avec une température effective comprise entre 23 000 et 30 000 K.
Enfin, les étoiles qui pulsent à la fois à courte et à longue périodes sont appelées sdB pulsantes hybrides, dont la nomenclature standard est sdBVrl. Un prototype connu est DW Lyn, également identifié comme HS 0702+6043.
| Étoile variable | Autre nom       | Constellation | Distance (al) |
| --------------- | --------------- | ------------- | ------------- |
| V361 Hydrae     | EC 14026-2647   | Hydre         | ?             |
| V1093 Herculis  | GSC 03081-00631 | Hercule       | ?             |
| HW Virginis*    | HIP 62157       | Vierge        | 590           |
| NY Virginis*    | GSC 04966-00491 | Vierge        | ?             |
| V391 Pegasi     | HS 2201+2610    | Pégase        | 4 570         |

*binaire à éclipses

## Systèmes planétaires
Au moins deux étoiles sdB sont connues pour être les hôtes de systèmes planétaires. V391 Pegasi était la première étoile sdB connue à avoir un système et Kepler-70 est le corps primaire d'un système planétaire qui orbite à proximité. Celui-ci provient certainement des restes d'une planète géante, engloutie par sa génitrice, Kepler, lorsqu’elle était au stade de géante rouge.